# 비티냐
비토르 마샤두 페헤이라(포르투갈어: Vítor Machado Ferreira, 2000년 2월 13일, ~ )는 흔히 비티냐(포르투갈어: Vitinha viˈtiɲɐ[*])라는 이름으로 알려져 있는 포르투갈의 축구 선수이다. 그의 포지션은 미드필더로, 현재 프랑스 리그 1의 파리 생제르맹에서 활약하고 있다.

## 국가대표 경력
- 2022 FIFA 월드컵
- 2024 UEFA 유로

## 출전 통계
| 클럽          | 시즌    | 출전 | 득점 |
| ------------- | ------- | ---- | ---- |
| 포르투        | 2019-20 | 12   | 0    |
| 포르투        | 2021-22 | 47   | 4    |
| 울버햄튼      | 2020-21 | 22   | 1    |
| 파리 생제르맹 | 2022-23 | 48   | 2    |
| 파리 생제르맹 | 2023-24 | 46   | 9    |
| 파리 생제르맹 | 2024-25 | 59   | 8    |

## 수상

#### 포르투
- 프리메이라리가 : 2019–20, 2021–22
- 타사 데 포르투갈 : 2019–20, 2021–22
- UEFA 유스 리그 : 2018-19

#### 파리 생제르맹
- 리그 1 : 2022-23, 2023-24, 2024-25
- 쿠프 드 프랑스 : 2023-24, 2024-25
- 트로페 데 샹피옹 : 2022, 2023, 2024
- UEFA 챔피언스리그 : 2024-25

#### 포르투갈
- UEFA 네이션스리그 : 2024-25

### 개인
- 프리메이라리가 시즌의 팀 : 2021-22
- 프리메이라리가 시즌의 영플레이어 : 2021-22
- 프리메이라리가 이 달의 선수 3회
- UNFP 리그 1 올해의 팀 : 2023-24, 2024-25
- UEFA 챔피언스리그 시즌의 팀 : 2023-24, 2024-25
- UEFA U-21 유로 대회의 팀 : 2021
- 툴롱 토너먼트 도약 선수 : 2019
- 툴롱 토너먼트 대회의 팀 : 2019
- FIFA 클럽 월드컵 실버볼 : 2025
- FIFA 클럽 월드컵 토너먼트의 팀 : 2025